# Azabudai Hills
Azabudai Hills (麻布台ヒルズ, Azabudai Hiruzu) est un complexe de trois gratte-ciels de l'arrondissement spécial de Minato à Tokyo. Situé dans le quartier d'Azabudai (en), le projet a débuté en 2019. À sa complétion en octobre 2023, la tour est la plus haute du Japon, dépassant le record marqué par Abeno Harukas (Osaka) en 2014.

## Histoire
Comme pour Roppongi Hills, aussi développé par Mori Building Company (en), les questions sur les droits fonciers étaient très compliquées et il a fallu de nombreuses années pour commencer la construction. En 1989, un Conseil de développement urbain a été créé, suivi d'un plan officiel de planification urbaine en 2017. Le 27 mars 2018, le gouvernement métropolitain de Tokyo (en) a approuvé la création d'une association d'entreprises.
Le projet s'appelle originellement Toranomon-Azabudai. La construction débute le 5 août 2019. Le 14 décembre 2022, le nom actuel est adopté.
Le 3 juillet 2023, la construction est officiellement terminée. L'ouverture officielle est prévue pour le 24 novembre 2023. L'école britannique ouvre le 30 août 2023, tandis que le centre hospitalier de l'Université Keiō ouvre le 6 novembre.
À son inauguration effective le 24 novembre 2023, elle détrône le record de la tour Abeno Harukas d'Osaka.

## Apparence et conception

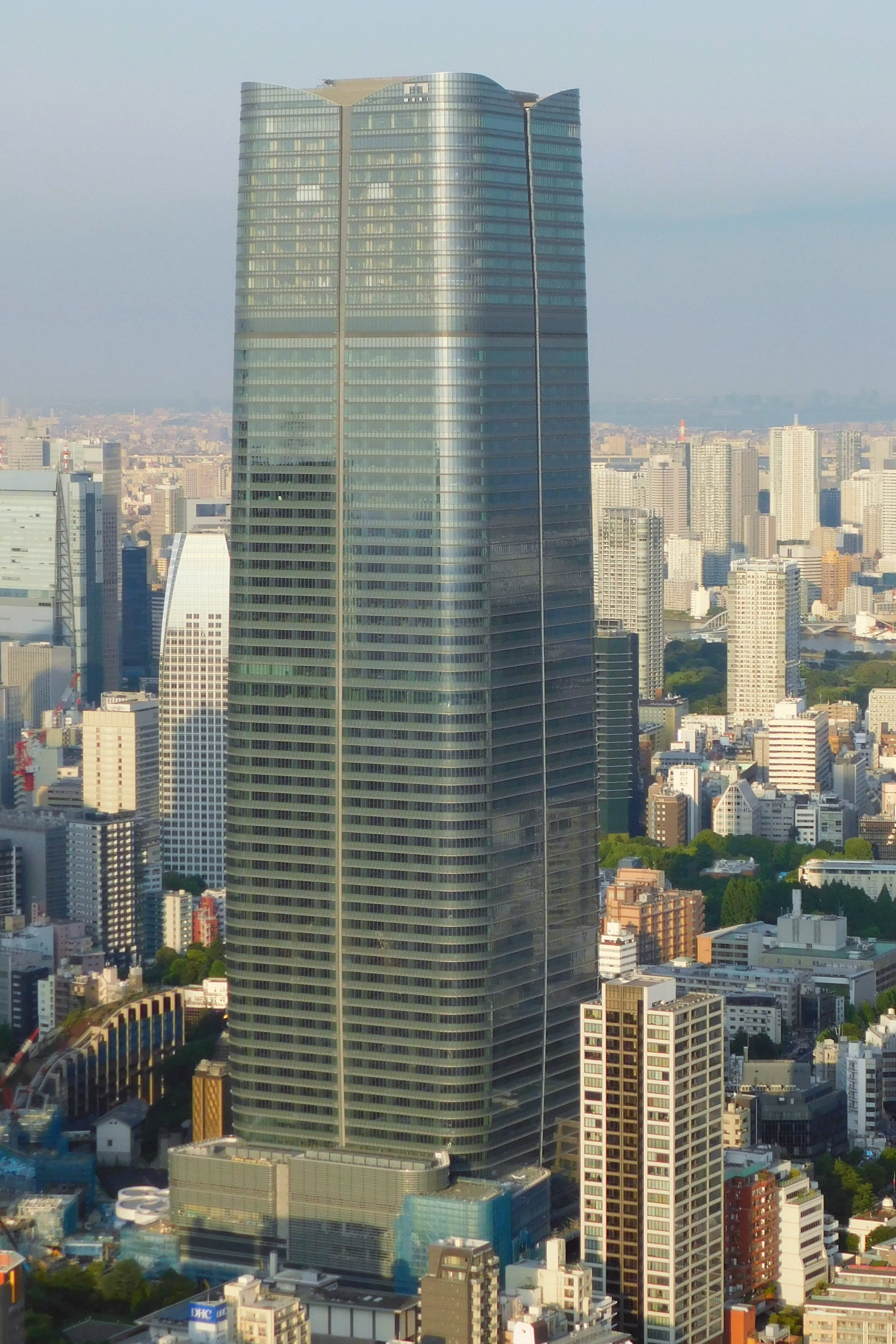
La tour centrale, l'Azabudai Hills Mori JP Tower.

Azabudai Hills est composé de trois tours : Azabudai Hills Mori JP Tower, Azabudai Hills Residence A et Azabudai Hills Residence B. La Mori JP Tower, qui mesure 325,5 mètres et compte 64 étages, est la première tour dépassant les 300 mètres à Tokyo. Son apparence a été conçue pour compléter l'Ark Hills Sengokuyama Mori Tower, un projet du même architecte et promoteur situé 250 mètres au nord. Les deux bâtiments qui l'accompagnent, Residence A et Residence B, mesurent 237,2 et 262,8 mètres de hauteur et comptent 54 et 64 étages respectivement. Les trois gratte-ciel ont été conçus par Pelli Clarke Pelli Architects, le cabinet de l'architecte argentin César Pelli. Le projet est estimé à 580 milliards de yens, soit 3,6 milliards d'euros,.
Les gratte-ciel sont accompagnés d'une série d'immeubles de faible hauteur qui visent à créer un ensemble paysager, conçu par le studio londonien Heatherwick,. La zone de 8,1 hectares est entourée d'une végétation luxuriante et comprend 24 000 m2 d'espaces verts, dont une place centrale de 6 000 m2,,. Selon Mori, le projet incarne le concept d'un « village urbain moderne ». 9 000 m2 d'installations culturelles sont également inclus.

## Occupation et localisation
La tour principale est située dans le centre-ville de Tokyo, dans le centre de l'arrondissement d'Azabudai. Situé dans le quartier d'Azabudai, sur Gaienhigashi-dōri (ja), elle est située tout près des quartiers Toranomon et Roppongi ainsi que d'importants quartiers financiers de la ville. Elle est entourée par les gratte-ciels de Roppongi Hills Mori Tower et Ark Hills (en). 
Le projet a une superficie totale de 860 400 m2, dont 213 900 m2 d'espaces de bureaux et environ 1 400 unités résidentielles,. Le bâtiment principal contient des espaces de bureaux aux étages inférieurs et intermédiaires, tandis que les espaces résidentiels sont situés aux étages supérieurs, du 56e au 65e étage. Les étages inférieurs comprennent également un supermarché et une garderie multilingue, ainsi qu'une école internationale, The British School in Tokyo (en),,. Le complexe abrite des bureaux pour environ 20 000 travailleurs et des résidences pour environ 3 500 personnes. On y trouve notamment une galerie d'art conçue par Sou Fujimoto et une zone commerciale d'environ 150 boutiques,.
Le complexe est desservi par les stations Roppongi-itchōme (ligne Namboku) et Kamiyachō (ligne Hibiya) du métro de Tokyo. L'arrêt « Azabudai Hills » (« Azabudai » jusqu'en juillet 2023) de Toei Bus, est devant l'édifice.